# Stryków (gemeente)
De gemeente Stryków is een stad- en landgemeente in het Poolse woiwodschap Łódź, in powiat Zgierski.
De zetel van de gemeente is in Stryków.
Op 30 juni 2004 telde de gemeente 12 046 inwoners.

## Oppervlakte gegevens
In 2002 bedroeg de totale oppervlakte van gemeente Stryków 157,84 km², waarvan:
- agrarisch gebied: 78%
- bossen: 13%

De gemeente beslaat 18,49% van de totale oppervlakte van de powiat.

## Demografie
Stand op 30 juni 2004:
| Omschrijving                   | Totaal | Totaal | Vrouwen | Vrouwen | Mannen | Mannen |
| ------------------------------ | ------ | ------ | ------- | ------- | ------ | ------ |
| eenheid                        | aantal | %      | aantal  | %       | aantal | %      |
| inwoners                       | 12 046 | 100    | 6128    | 50,9    | 5918   | 49,1   |
| bevolkingsdichtheid (inw./km²) | 76,3   | 76,3   | 38,8    | 38,8    | 37,5   | 37,5   |

In 2002 bedroeg het gemiddelde inkomen per inwoner 1365,26 zł.

## Administratieve plaatsen (sołectwo)
Anielin, Anielin Swędowski, Bartolin, Bratoszewice, Ciołek, Dobieszków, Dobra, Dobra-Nowiny, Gozdów, Kalinów, Kiełmina, Koźle, Lipka, Ługi, Michałówek, Niesułków, Niesułków-Kolonia, Nowostawy Górne, Osse, Pludwiny, Rokitnica, Sadówka, Sierżnia, Smolice, Sosnowiec, Sosnowiec-Pieńki, Stary Imielnik, Swędów, Tymianka, Warszewice, Wola Błędowa, Wrzask-Bronin, Wyskoki, Zagłoba, Zelgoszcz.

## Overige plaatsen
Brzedza, Cesarka, Dobra Poduchowna, Kalinów-Kolonia, Kazimierzów, Klęk, Krucice, Lipa, Młynek, Niesułkowskie Działki, Nowa Zelgoszcz, Nowy Gozdów, Nowy Kalinów, Orzechówek, Romanów, Sosnowiec Dolny, Sosnowiec Górny, Stara Zelgoszcz, Stary Gozdów, Stary Kalinów, Sujki, Swędówek, Tymianka Mała, Warszewice Małe, Warszewice-Polesie, Witanówek, Woliska.

## Aangrenzende gemeenten
Brzeziny, Dmosin, Głowno, Łódź, Nowosolna, Zgierz